# Konstantinos Kavafis

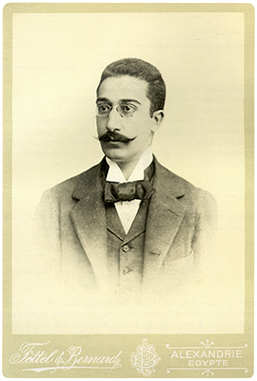
Konstantinos Kavafis (um 1900)

Konstantínos Pétrou Kaváfis (griechisch Κωνσταντίνος Πέτρου Καβάφης; * 29. April 1863 in Alexandria; † 29. April 1933 ebenda), gilt neben Kostis Palamas, Giorgos Seferis, Odysseas Elytis und Giannis Ritsos als einer der bedeutendsten griechischen Lyriker der Neuzeit.

## Leben
Konstantínos Pétrou Kaváfis wurde am 29. April 1863 als neuntes und letztes Kind der Charíklia Fotiádi und des Pétros Ioánnis Kaváfis in eine griechische Kaufmannsfamilie hineingeboren, die in Alexandria mit dem Handel ägyptischer Baumwolle zu Reichtum gekommen war. Mit dem Tod des Vaters im Jahr 1870 übernahm der älteste Bruder Geórgios die Filiale des Unternehmens in Liverpool. 1872 übersiedelte auch die Mutter mit den übrigen Kindern nach England, wo die Familie die Jahre bis 1877 wechselnd in London und Liverpool verbrachte. Dort scheint Kaváfis eine englische Schule besucht zu haben. Gesichert ist der prägende Einfluss der englischen Jahre: Zeitlebens pflegte Kaváfis ein als manieriert geltendes Griechisch mit englischem Akzent, und seine ersten Gedichte schrieb er in englischer Sprache.

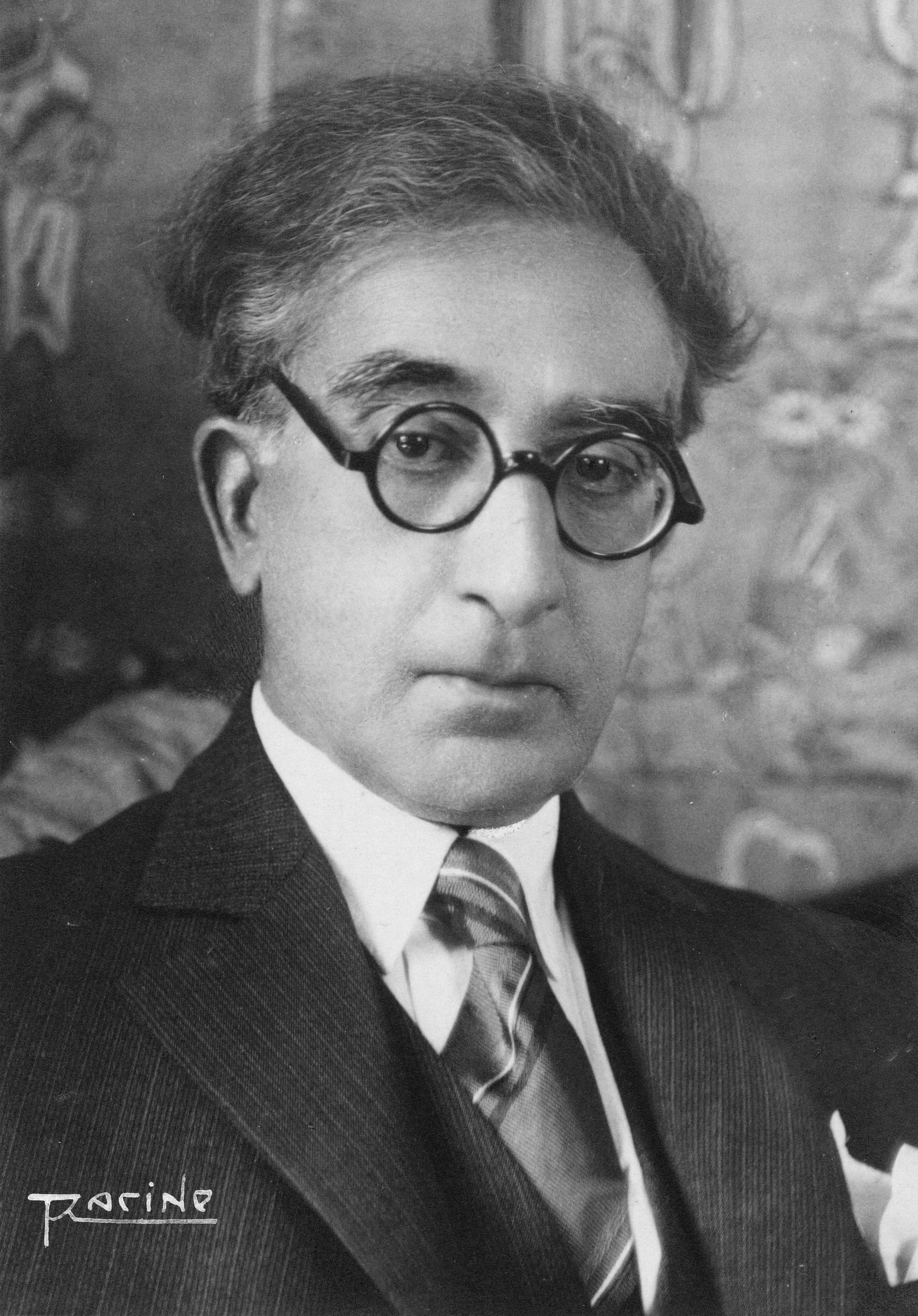
Kavafis 1929

Nach dem Konkurs (1876) des Unternehmens Cavafis & Co. kehrte die Familie 1877 nach Alexandria zurück. Kaváfis nahm eine kaufmännische Ausbildung an einer griechischen Höheren Handelsschule auf. Politische Unruhen im Zuge der Nationalbewegung gegen das britische Kolonialregiment führten 1882 zu Angriffen auf die ausländische Bevölkerung Alexandrias, die Mutter floh mit den jüngsten Kindern nach Konstantinopel. Kaváfis wohnte im Haus der großväterlichen Familie Fotiádis, die dem städtischen Patriziat der Griechen angehörte. Hier beendete er seine kaufmännische Ausbildung und studierte, wie schon in Alexandria, die Schriften griechischer Autoren der Antike und der byzantinischen Zeit. Es wird angenommen, dass Kaváfis sich in den Jahren bis zur Rückkehr nach Alexandria (1885) seiner Homosexualität, die Teile des späteren lyrischen Werks prägt, bewusst geworden sei.
In Alexandria nahm Kaváfis nach kurzen Phasen als Zeitungskorrespondent und als Makler an der Baumwollbörse 1889 eine zunächst unbesoldete Stellung als Sekretär im Amt für Wasserwirtschaft des Ministeriums für Öffentliche Bauten an. Erst nach 33 Jahren als Vertragsangestellter gab Kaváfis 1922, in der Position eines stellvertretenden Abteilungsleiters, die ungeliebte Brotarbeit auf.
Unterbrochen von zwei Reisen nach Paris und London und von nur drei kurzen Aufenthalten in Athen verbrachte Kaváfis auch die Jahre bis zu seinem Tode in der ägyptischen Diaspora, in einer Stadt griechischen Ursprungs. Sein Selbstverständnis hat er mit diesen Worten charakterisiert: „Ich bin kein Hellene, ich bin kein Grieche. Ich bin hellenisch.“ Nach erfolgloser Behandlung des 1932 in Athen diagnostizierten Rachenkrebses starb Kaváfis im Jahr 1933 an seinem 70. Geburtstag in Alexandria.

Manuskript Warten auf die Barbaren (1904) Teil 1

Manuskript Warten auf die Barbaren (1904) Teil 2

## Werke
- Giorgos Savvidis: I kavafikés ekdósis (1891–1932). 1966; Ikaros, Athen ²1991 (griech.), ISBN 960-208-021-3.

### Deutsche Übersetzungen (Auswahl)
- Gedichte. Aus dem Neugriechischen übertragen und herausgegeben von Helmut von den Steinen. Suhrkamp Verlag, Frankfurt a. M. 1953 (Bibliothek Suhrkamp. Bd. 15). (Auch unter dem Titel: Gedichte des Konstantin Kavafis. Ebenda, 1960). Dass., Eingeleitet und aus dem Neugriechischen übertragen von Helmut von den Steinen. 2., erweiterte Auflage, Castrum Peregrini Presse, Amsterdam 1962.
- Brichst du auf gen Ithaka... Sämtliche Gedichte. Übersetzt von Wolfgang Josing unter Mitarbeit von Doris Gundert. Romiosini Verlag, Köln 1983; durchgesehen von Danae Coulmas und mit einem Nachwort von Miltos Pechlivanos, Edition Romiosini, Berlin 2021, ISBN 978-3-946142-69-0
- Um zu bleiben. Liebesgedichte. Griechisch und Deutsch. Übersetzung und Nachwort von Michael Schroeder. Mit 13 Radierungen von David Hockney. Suhrkamp Verlag, Frankfurt am Main 1989, ISBN 3-518-22020-9
- Die Lüge ist nur gealterte Wahrheit. Notate, Prosa und Gedichte aus dem Nachlaß. Herausgegeben, aus dem Griechischen übersetzt und mit einem Nachwort versehen von Asteris Kutulas. Carl Hanser Verlag, München 1991, ISBN 3-446-16375-1
- Die vier Wände meines Zimmers. Verworfene und unveröffentlichte Gedichte. Herausgegeben und mit einem Nachwort versehen von Asteris Kutulas, übertragen von Ina und Asteris Kutulas. Hanser Verlag, München 1994, ISBN 3-446-17844-9
- Das Gesamtwerk. Aus dem Griechischen übersetzt und herausgegeben von Robert Elsie. Mit einer Einführung von Marguerite Yourcenar. Ammann Verlag, Zürich 1997 und Fischer Taschenbuch Verlag, Frankfurt am Main 1999, ISBN 3-250-10305-5
- Gefärbtes Glas: Historische Gedichte. Griechisch und deutsch. Herausgegeben und übersetzt von Michael Schroeder. Suhrkamp Verlag, Frankfurt a. M. 2001 (Bibliothek Suhrkamp); Berlin : Suhrkamp, 2024, ISBN 978-3-518-24310-7
- Konstantin Kavafis: Familie Kavafis. Herausgegeben von Asteris Kutulas, übertragen von Ina und Asteris Kutulas. Axel Dielmann-Verlag, Frankfurt am Main 2001, ISBN 3-933974-24-0
- Im Verborgenen. Die Hidden Poems von Konstantínos Kaváfis. Übersetzt von Jorgos Kartakis und Jan Kuhlbrodt. Illustriert von Anja Nolte. Verlagshaus Berlin, Berlin 2014, ISBN 978-3-940249-13-5